# Chaatpapob Usaphrom
Chaatpapob Usaphrom (* 1. Dezember 1979) ist ein ehemaliger thailändischer Fußballspieler.

## Karriere
Chaatpapob Usaphrom stand bis Ende 2014 beim Sisaket FC unter Vertrag. Wo er vorher gespielt hat, ist unbekannt. Der Verein aus Sisaket spielte in der ersten Liga des Landes, der Thai Premier League. Für Sisaket absolvierte er zwei Erstligaspiele.
Ende 2014 beendete er seine Karriere als Fußballspieler.